# Курмениј
Курмениј (фр. Courménil) насеље је и општина у северној Француској у региону Доња Нормандија, у департману Орн која припада префектури Аржантан.
По подацима из 2011. године у општини је живело 123 становника, а густина насељености је износила 12,91 становника/km². Општина се простире на површини од 9,53 km². Налази се на средњој надморској висини од 264 метара (максималној 289 m, а минималној 154 m).

## Демографија
| 1962. | 1968. | 1975. | 1982. | 1990. | 1999. | 2011. |
| ----- | ----- | ----- | ----- | ----- | ----- | ----- |
| 150   | 171   | 130   | 112   | 107   | 100   | 123   |

График промене броја становника у току последњих година